# Hiszpania na Zimowych Igrzyskach Olimpijskich 2014
Hiszpanię na Zimowych Igrzyskach Olimpijskich 2014 reprezentowało 20 zawodników.

## Skład reprezentacji

### Biathlon

#### Kobiety
| Zawodniczka               | Konkurencja       | Czas    | Miejsce |
| ------------------------- | ----------------- | ------- | ------- |
| Victoria Padial Hernández | Sprint            | 23:21.5 | 52.     |
| Victoria Padial Hernández | Bieg pościgowy    | 34:30.3 | 46.     |
| Victoria Padial Hernández | Bieg indywidualny | 50:48.5 | 54.     |
| Victoria Padial Hernández | Bieg masowy       | -       | -       |
| Victoria Padial Hernández | Sztafeta          | -       | -       |

#### Mężczyźni
| Zawodnik            | Konkurencja       | Czas    | Strzelanie | Miejsce |
| ------------------- | ----------------- | ------- | ---------- | ------- |
| Victor Lobo Escolar | Sprint            | 28:53.3 | 4+0        | 84.     |
| Victor Lobo Escolar | Bieg pościgowy    | -       | -          | -       |
| Victor Lobo Escolar | Bieg indywidualny | 57:22.8 | 0+2+0+1    | 72.     |
| Victor Lobo Escolar | Bieg masowy       | -       | -          | -       |
| Victor Lobo Escolar | Sztafeta          | -       | -          | -       |

### Biegi narciarskie

#### Kobiety
| Zawodnik    | Konkurencja       | Czas      | Pozycje |
| ----------- | ----------------- | --------- | ------- |
| Laura Orgue | Bieg indywidualny | 30:48,0   | 28.     |
| Laura Orgue | Bieg łączony      | 40:46,5   | 25.     |
| Laura Orgue | Bieg masowy       | 1:12:37,3 | 10.     |

#### Mężczyźni
| Zawodnik         | Konkurencja       | Czas      | Pozycje |
| ---------------- | ----------------- | --------- | ------- |
| Imanol Rojo      | sprint            | 3:48,44   | 60.     |
| Javier Gutiérrez | Bieg indywidualny | 43:43,9   | 63.     |
| Imanol Rojo      | Bieg indywidualny | 42:45,4   | 50.     |
| Javier Gutiérrez | Bieg łączony      | 1:16:01,0 | 57.     |
| Imanol Rojo      | Bieg łączony      | 1:13:40,4 | 49.     |
| Javier Gutiérrez | Bieg na 50 km     | 1:53:02,5 | 47.     |
| Imanol Rojo      | Bieg na 50 km     | 1:49:21,9 | 33.     |

### Łyżwiarstwo figurowe
| Zawodnik                  | Konkurencja   | Program krótki | Program krótki | Program dowolny | Program dowolny | Łączna nota | Pozycja |
| Zawodnik                  | Konkurencja   | Nota           | Pozycja        | Nota            | Pozycja         | Łączna nota | Pozycja |
| ------------------------- | ------------- | -------------- | -------------- | --------------- | --------------- | ----------- | ------- |
| Javier Fernández López    | Soliści       | 86,98          | 3.             | 166,94          | 5.              | 253,92      | 4.      |
| Javier Raya               | Soliści       | 59,76          | 25.            | Nie awansował   | Nie awansował   | 59,76       | 25.     |
| Sara Hurtado / Adrià Díaz | Pary taneczne | 58,58          | 12.            | 88,39           | 13.             | 146,97      | 13.     |

### Narciarstwo alpejskie

#### Kobiety
| Zawodniczka   | Konkurencja | Zjazd | Slalom | Czas łączny         | Pozycje             |
| ------------- | ----------- | ----- | ------ | ------------------- | ------------------- |
| Carolina Ruiz | Zjazd       |       |        | Nie ukończyła biegu | Nie ukończyła biegu |
| Carolina Ruiz | Supergigant |       |        | Nie ukończyła biegu | Nie ukończyła biegu |

#### Mężczyźni
| Zawodnik           | Konkurencja      | Czas 1. przejazdu         | Czas 2. przejazdu         | Czas łączny               | Pozycje                   |
| ------------------ | ---------------- | ------------------------- | ------------------------- | ------------------------- | ------------------------- |
| Paul de la Cuesta  | zjazd            |                           |                           | 2:09,46                   | 28.                       |
| Ferrán Terra       | zjazd            |                           |                           | 2:11,43                   | 34.                       |
| Paul de la Cuesta  | supergigant      |                           |                           | Nie ukończył biegu        | Nie ukończył biegu        |
| Ferrán Terra       | supergigant      |                           |                           | Dyskwalifikacja           | Dyskwalifikacja           |
| Paul de la Cuesta  | Slalom gigant    | 1:27,13                   | 1:26,13                   | 2:53,26                   | 36.                       |
| Ferrán Terra       | Slalom gigant    | Nie ukończył 1. przejazdu | Nie ukończył 1. przejazdu | Nie ukończył 1. przejazdu | Nie ukończył 1. przejazdu |
| Alex Puente Tasias | Slalom gigant    | Nie ukończył 1. przejazdu | Nie ukończył 1. przejazdu | Nie ukończył 1. przejazdu | Nie ukończył 1. przejazdu |
| Pol Carreras       | Slalom gigant    | Nie ukończył 1. przejazdu | Nie ukończył 1. przejazdu | Nie ukończył 1. przejazdu | Nie ukończył 1. przejazdu |
| Alex Puente Tasias | Slalom specjalny | 53,73                     | 1:05,72                   | 1:59,45                   | 32.                       |
| Pol Carreras       | Slalom specjalny | Nie ukończył 1. przejazdu | Nie ukończył 1. przejazdu | Nie ukończył 1. przejazdu | Nie ukończył 1. przejazdu |
| Paul de la Cuesta  | Superkombinacja  | 1:56,22                   | 55,84                     | 2:52,06                   | 23.                       |
| Ferrán Terra       | Superkombinacja  | 1:57,23                   | 56,31                     | 2:53,54                   | 26.                       |

### Narciarstwo dowolne

#### Kobiety
| Katia Griffiths | Halfpipe | 54,40 | 56,60 | 56,60 | 16. | Nie awansowała | Nie awansowała | Nie awansowała | Nie awansowała |

### Skeleton

#### Mężczyźni
| Zawodnik        | Ślizg 1 | Ślizg 2 | Ślizg 3 | Ślizg 4                 | Łącznie | Pozycja |
| --------------- | ------- | ------- | ------- | ----------------------- | ------- | ------- |
| Ander Mirambell | 58,58   | 58,72   | 58,80   | Nie zakwalifikowała się | 2:56,10 | 26.     |

### Snowboarding

#### Kobiety
| Zawodnik          | Konkurencja | Kwalifikacje | Kwalifikacje | Kwalifikacje | Kwalifikacje | Półfinał | Półfinał | Półfinał  | Półfinał | Finał    | Finał    | Finał     | Finał   |
| Zawodnik          | Konkurencja | 1. zjazd     | 2. zjazd     | Najlepszy    | Miejsce      | 1. zjazd | 2. zjazd | Najlepszy | Miejsce  | 1. zjazd | 2. zjazd | Najlepszy | Miejsce |
| ----------------- | ----------- | ------------ | ------------ | ------------ | ------------ | -------- | -------- | --------- | -------- | -------- | -------- | --------- | ------- |
| Queralt Castellet | halfpipe    | 93,25        | 52,00        | 93,25        | 2.           |          |          |           |          | 61,75    | 55,25    | 61,75     | 11.     |

#### Mężczyźni
| Zawodnik         | Konkurencja | 1/8 finału | 1/8 finału | Ćwierćfinał   | Ćwierćfinał   | Półfinał      | Półfinał      | Finał         | Finał   |
| Zawodnik         | Konkurencja | Czas       | Miejsce    | Czas          | Miejsce       | Czas          | Miejsce       | Czas          | Miejsce |
| ---------------- | ----------- | ---------- | ---------- | ------------- | ------------- | ------------- | ------------- | ------------- | ------- |
| Lucas Eguibar    | Cross       | -          | 1.         | -             | 1.            | -             | 5.            | -             | 7.      |
| Regino Hernández | Cross       | -          | 2.         | -             | 6.            | Nie awansował | Nie awansował | Nie awansował | 21.     |
| Laro Herrero     | Cross       | -          | 5.         | Nie awansował | Nie awansował | Nie awansował | Nie awansował | Nie awansował | 33.     |